# Hans Günther Schönmann
Hans Günther Schönmann (* 24. Mai 1921 in München; † 6. Februar 2012 in Krailling) war ein deutscher Bankmanager.

## Leben
Der promovierte Jurist Schönmann trat 1949 in die Bayerische Vereinsbank ein. 1957 rückte er in den Vorstand der Bayerischen Handelsbank auf, 1966 wurde er in den Vorstand der Bayerischen Vereinsbank berufen, dem er bis zur Pensionierung 1986 angehörte. Danach war er Mitglied, später bis 1993 Vorsitzender des Beirats der Bank.
Während seines Studiums wurde er Mitglied des AGV München.

## Ehrungen
- Großes Verdienstkreuz der Bundesrepublik Deutschland
- Bayerischer Verdienstorden
- Ehrensenator der Ludwig-Maximilians-Universität München